# British Rail Class 40
British Rail Class 40 – lokomotywa spalinowa produkowana w latach 1958–1962 przez English Electric, eksploatowana przez British Rail do lat 80. XX wieku. Zbudowanych zostało 200 egzemplarzy lokomotywy, większość w zakładach Vulcan Foundry. Pojedyncza seria 20 lokomotyw powstała w zakładach Robert Stephenson and Hawthorns.
Lokomotywy rozpoczęły służbę obsługując pociągi pasażerskie na głównych liniach kolejowych (m.in. West Coast Main Line, East Coast Main Line i Great Eastern Main Line), zastępując w tej roli parowozy. Stosunkowo niewielka moc silnika (2000 bhp) względem masy pojazdu, skutkująca słabym przyspieszeniem, spowodowała, że w ciągu kilku lat od rozpoczęcia eksploatacji, ich miejsce na tych liniach zaczęły zajmować lokomotywy wyposażone w silniki o większej mocy (m.in. Class 37 i Class 47). Class 40 przeznaczono tymczasem do obsługi pociągów towarowych i drugorzędnych połączeń pasażerskich. W 1976 roku zaczęto wycofywanie lokomotyw ze służby. Ostatnie egzemplarze opuściły ją w 1985 roku.